# Apprends-moi (album)
Pour les articles homonymes, voir Apprends-moi.
Albums de Mireille Mathieu
Mireille Mathieu chante Ennio Morricone
(1974) Et tu seras poète
(1976)
Singles
1. On ne vit pas sans se dire adieu
Sortie : 1975
2. Inutile de nous revoir
Sortie : 1975

Apprends-moi est un album de la chanteuse française Mireille Mathieu sorti en 1975. La chanson-titre de l'album est une adaptation en français de Tornerò, créée par le groupe italien I Santo California l'année précédente.

## Chansons de l'album
Face 1
1. Apprends-moi (Tornerò) (H. Djian/Polizzy/Natili/Ramoino)
2. Tous les enfants chantent avec moi (Eddy Marnay/Bobby Goldsboro)
3. Oui j'ai envie d'être aimée (Catherine Desage/Francis Lai)
4. Inutile de nous revoir (Eddy Marnay/B. Huerta/W. Duncan)
5. Les Matins bleus (H. Djian/S. Wonder)

Face 2
1. Je veux t'aimer comme une femme (Eddy Marnay/H. Schock)
2. Souviens-toi Maria (Catherine Desage/Christian Bruhn)
3. On peut encore mourir d'amour (P.A. Dousset/Ch. Gaubert)
4. Mamouchka (Eddy Marnay/Christian Bruhn)
5. On ne vit pas sans se dire adieu (H. Djian/Zacar)